# The Saint of Gamblers
Série
Top Bet
(1991)
Pour plus de détails, voir Fiche technique et Distribution.
The Saint of Gamblers (賭聖2：街頭賭聖, Dou sing 2: Gai tau dou sing, litt. « Le Saint du jeu 2 ») est une comédie hongkongaise écrite, produite et réalisée par Wong Jing et sortie en 1995 à Hong Kong. C'est la suite de Top Bet (1991), bien que seul Ng Man-tat reprenne ici son rôle.
Elle totalise 13 111 400 HK$ de recettes au box-office.

## Synopsis
Lui est le « Tyran du jeu » de Macao. Il met en avant un joueur masqué appelé le « Saint du jeu » pour le remplacer au casino. Pendant ce temps, Oncle Sam (Ng Man-tat) a perdu son gagne-pain depuis que le véritable « Saint du jeu » (Stephen Chow) a pris sa retraite, alors il part à la recherche d'un remplaçant. Il découvre « Dieu vous bénisse » (Eric Kot (en)), qui possède des pouvoirs extraordinaires, et le prend sous son aile. Ce nouveau joueur rencontre Ho (Chingmy Yau), la « Déesse du jeu » de Thaïlande, et apprend qu'elle a prévu de tuer Yuen et son frère cadet, Lung. Lui, sachant que « Dieu vous bénisse » est amoureux de Yuen, l'enlève afin qu'il soit trop déprimé pour bien jouer dans le tournoi qui s'annonce.

## Fiche technique
- Titre : The Saint of Gamblers
- Titre original : 賭聖2：街頭賭聖
- Réalisation : Wong Jing
- Scénario : Wong Jing
- Photographie : Andrew Lau
- Montage : Ma Go
- Musique : Lee Hon Kam et Marco Wan
- Production : Wong Jing
- Société de production : Wong Jing's Workshop Ltd.
- Société de distribution : Golden Harvest
- Pays d'origine :  Hong Kong
- Langue originale : cantonais
- Format : couleur
- Genre : comédie
- Durée : 98 minutes
- Dates de sortie :
  - Hong Kong : 28 juin 1995

## Distribution
- Eric Kot (en) : « Dieu vous bénisse »
- Ng Man-tat : Oncle Sam
- Chingmy Yau : Ho
- Diana Pang (en)
- Natalis Chan
- Shing Fui-on : l'assassin
- Ashton Chen (en)
- William Tuen : le joueur japonais
- Manfred Wong : le nain
- Corey Yuen : le joueur de mah-jong
- Donnie Yen
- John Ching
- Ben Lam